# Adigués

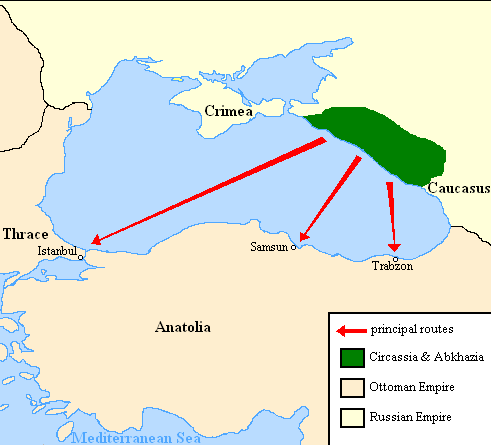
Mapa de la situació dels circassians abans de la seva expulsió del Caucas.

Els adigués són un poble del nord-oest del Caucas, i viuen habitualment a Adiguèsia (23%) (una república de la Federació russa) i Karatxai-Txerkèssia (11%) (on també són anomenats "txerkessos"). El Districte Nacional Xapsug, un districte autònom fundat per als xapsug que viuen a la costa del mar Negre, fou abolit el 1943. Els kabardins de Kabardino-Balkària (amb els besleney) que parlen el kabardí són considerats com la branca oriental dels adigué.
Mentre que adigué és el nom que es donen a ells mateixos, a l'oest sovint són coneguts com a circassians, un terme que s'utilitza per a tots els pobles del nord del Caucas. La seva llengua també es diu adigué. Els besleney parlen un dialecte del kabardí.

## Població

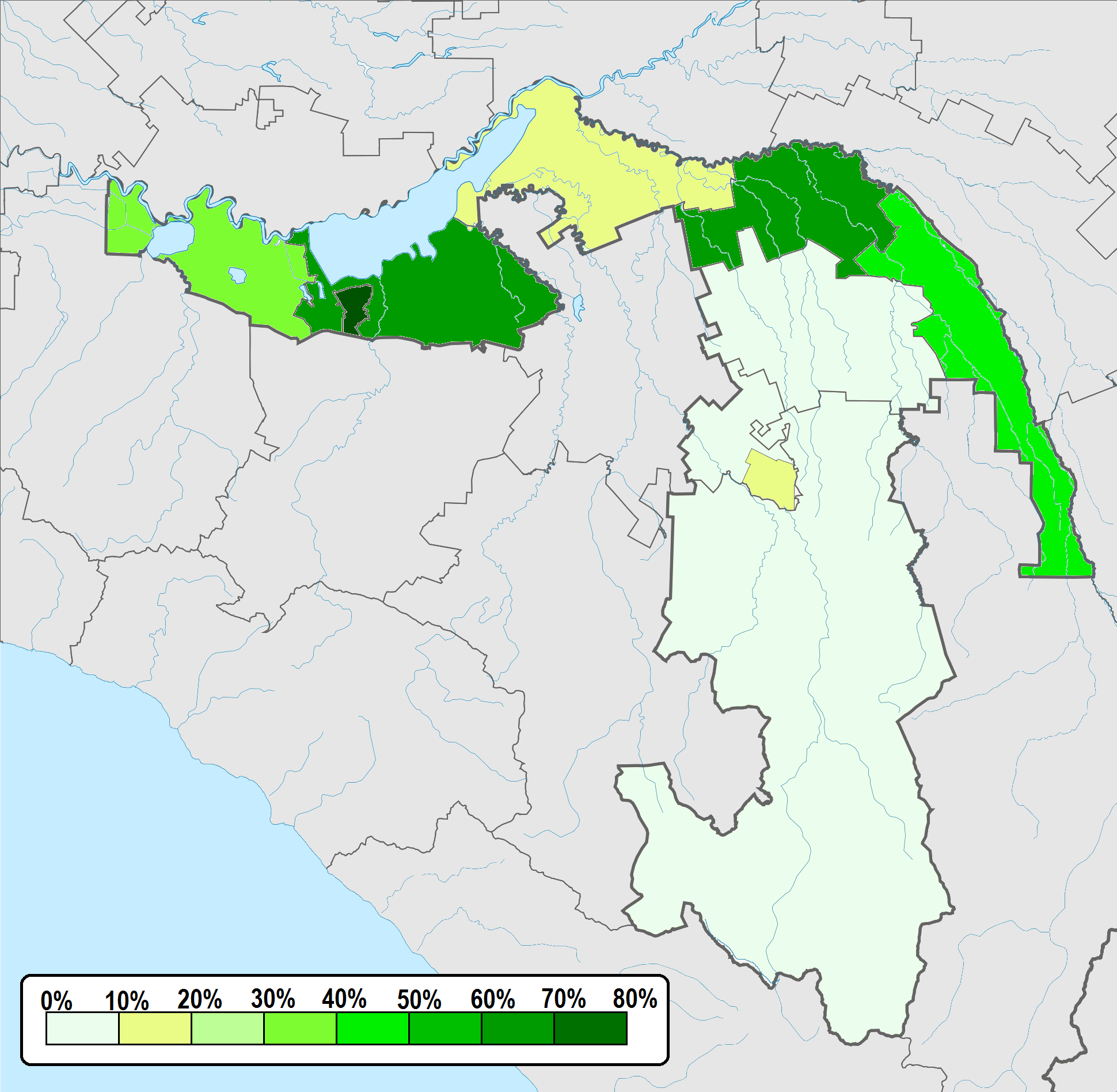
Distribució dels adigués a Adiguèsia, Rússia (cens de 2002)

Segons el cens de Rússia de 2010 el nombre d'autodeclarats "adigués" ètnics és de 124.835 (0.09%). la comunitat inclou 107.048 a la pròpia Adiguèsia (ca. 25% de la població de la república), 13.834 al Krai de Krasnodar, 569 a Moscou. La majoria de la població d'Adiguèsia declara ser russa (63.6%). En 2002 es va estimar que la comunitat sumava uns 131.000 a tota Rússia. Els altres grups força relacionats, kabardes i txerquessos, sumen 516.826 (0.38%) i 73.184 (0.05%) respectivament. Aquells que es declaren xapsug, que parlen un dialecte adigué i són classificats com a subgrup adigué, sumen 3.882 individus.
Hi ha una significativa diàspora adigué. En 1997 es va estimar que hi havia uns 71.000 parlants d'adigué a Turquia, 44.000 a Jordània, i 25.000 a Síria.

## Història
La primera referència sobre els pobles adigués com a entitat política coherent es va produir en el segle x, encara que n'hi ha proves de temps anteriors. Mai no formaren una unitat política, fet que va reduir la seva influència a la zona i els va fer patir invasions de grups nòmades com mongols, àvars, petxenegs, huns i khàzars.
La manca d'unitat els provocaria a la llarga la pèrdua d'independència, de manera que, a poc a poc, foren conquerits per Rússia en una sèrie de guerres i campanyes des de final del segle xviii a mitjan segle xix. Durant aquest període, la resistència adigué va tenir un cert ressò a Occident, però les seves peticions d'ajuda no van tenir cap resposta. Després de la Guerra de Crimea, Rússia girà la seva atenció al Caucas, i s'enfrontà als pobles de Txetxènia i Daguestan. El 1859, els russos havien derrotat definitivament l'Imam Xamil a l'est del Caucas, i concentraren aleshores l'atenció a l'oest, de manera que subjugaren definitivament els adigués el 1864.
Com altres minories ètniques sota jou rus, els adigués foren sotmesos a polítiques de desplaçament massiu. La col·lectivització sota els comunistes també fou un sotrac al seu mode tradicional de vida.

## Cultura
Els adigués eren un poble guerrer. Des de jovenets, havien de portar armes i eren entrenats per a ser guerrers.
La societat adigué abans de l'arribada dels russos era fortament estratificada. Mentre que unes poques tribus a les regions muntanyoses d'Adiguésia eren força igualitàries, moltes d'aquestes eren organitzades en castes. La casta més alta era la dels "prínceps", seguida per la casta dels petits nobles, així com els comuns, els serfs i els esclaus. Poc abans de la dominació russa, dues tribus destituïren llurs governants tradicionals i adoptaren processos democràtics, però aquest experiment fou tallat de soca-rel per la dominació russa.
Avui, molts adigué parlen rus i la llengua adigué, una de les llengües caucasianes del nord-oest. Ambdues s'escriuen en alfabet ciríl·lic. La seva religió és l'islam sunnita.
Les principals tribus adigué són: Abzekh, Adamey, Bzhedugh; Hatukuay, Kabardey, Kemirgoy, Makhosh; Natekuay, xapsug; Zhane, Yegerikuay i Besleney. La majoria dels adigués que viuen a Caucàsia són Bzhedugh i Kemirgoy, mentre que la major part dels de la diàspora són Abzekh i xapsug. La llengua estàndard es basa en el dialecte Kemirgoy.

## Diàspora
Els adigués han viscut fora del Caucas des de l'edat mitjana. Tradicionalment, han format part d'exèrcits de països estrangers, incloent-hi els de Pèrsia, Roma, l'Imperi Romà d'Orient, i l'Horda Daurada. Van ser particularment representats en els mamelucs de Turquia i Egipte. De fet, la dinastia Burji, que governà Egipte de 1382 a 1517, fou fundada per mamelucs adigués.
Una bona part de la cultura adigué fou sacsejada per la conquesta per Rússia el 1864. Això es mostra en la diàspora dels pobles del nord del Caucas, coneguda com a Muhajirisme, cap a diverses zones de l'Imperi Otomà. La comunitat més gran de la diàspora avui és a Turquia, especialment a Samsun, Balıkesir, Sakarya, i Düzce. N'hi ha importants comunitats a Jordània, Síria, Líban, Egipte, Israel i Palestina (a les viles de Kfar-Kama i Rikhaniya), Líbia, Macedònia del Nord, i als EUA (Upstate Novaw York i Nova Jersey). La comunitat més petita és a Kosovo, però partiren a Adiguésia el 1998. Un nombre d'adigué foren introduïts a Bulgària el 1864-1865, però la majoria se n'anaren quan es va independitzar el 1878. Avui, el seu nombre a Bulgària és estimat a 1.300 persones.

## Galeria d'imatges

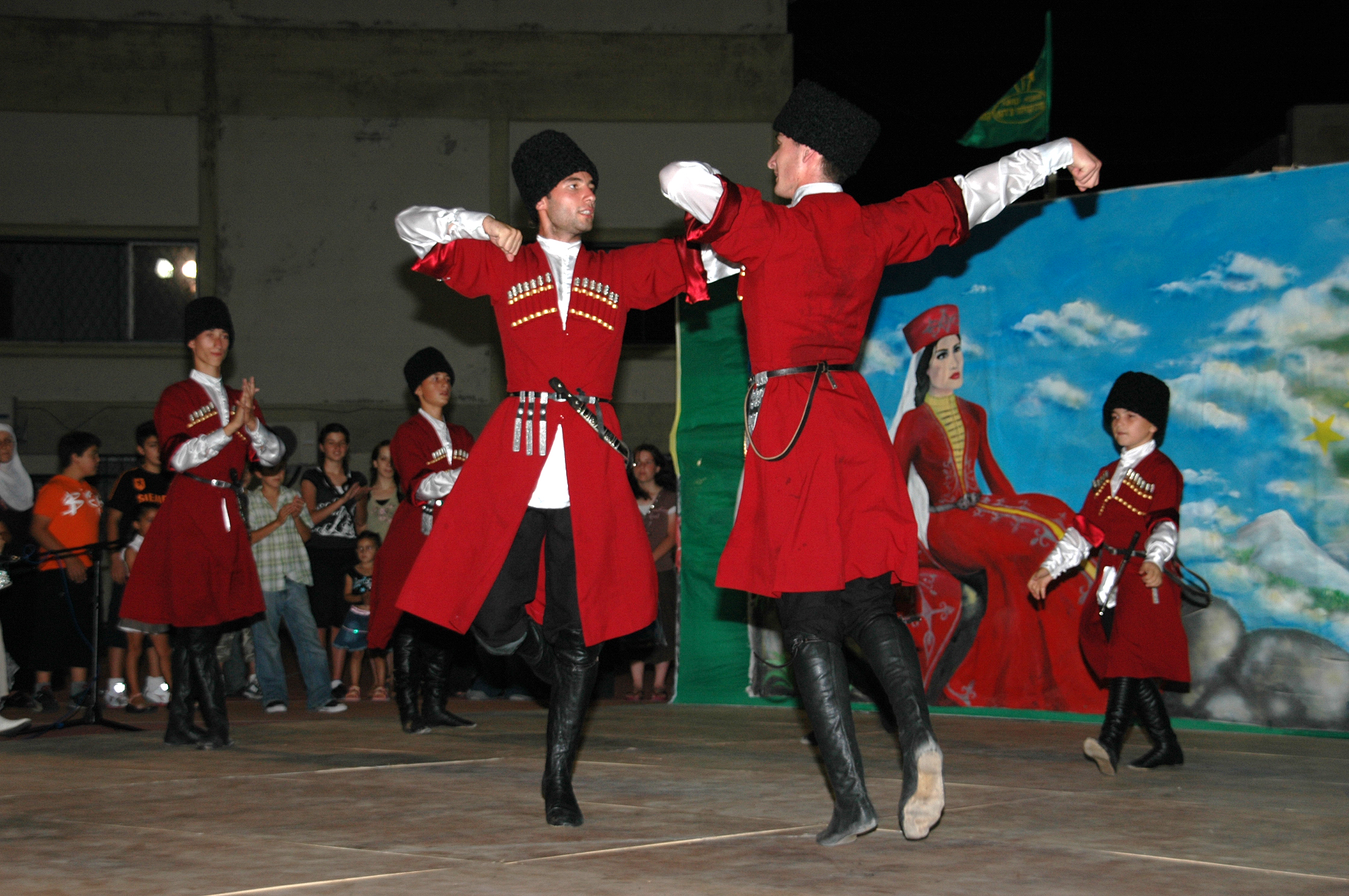
Dansaires adigués.
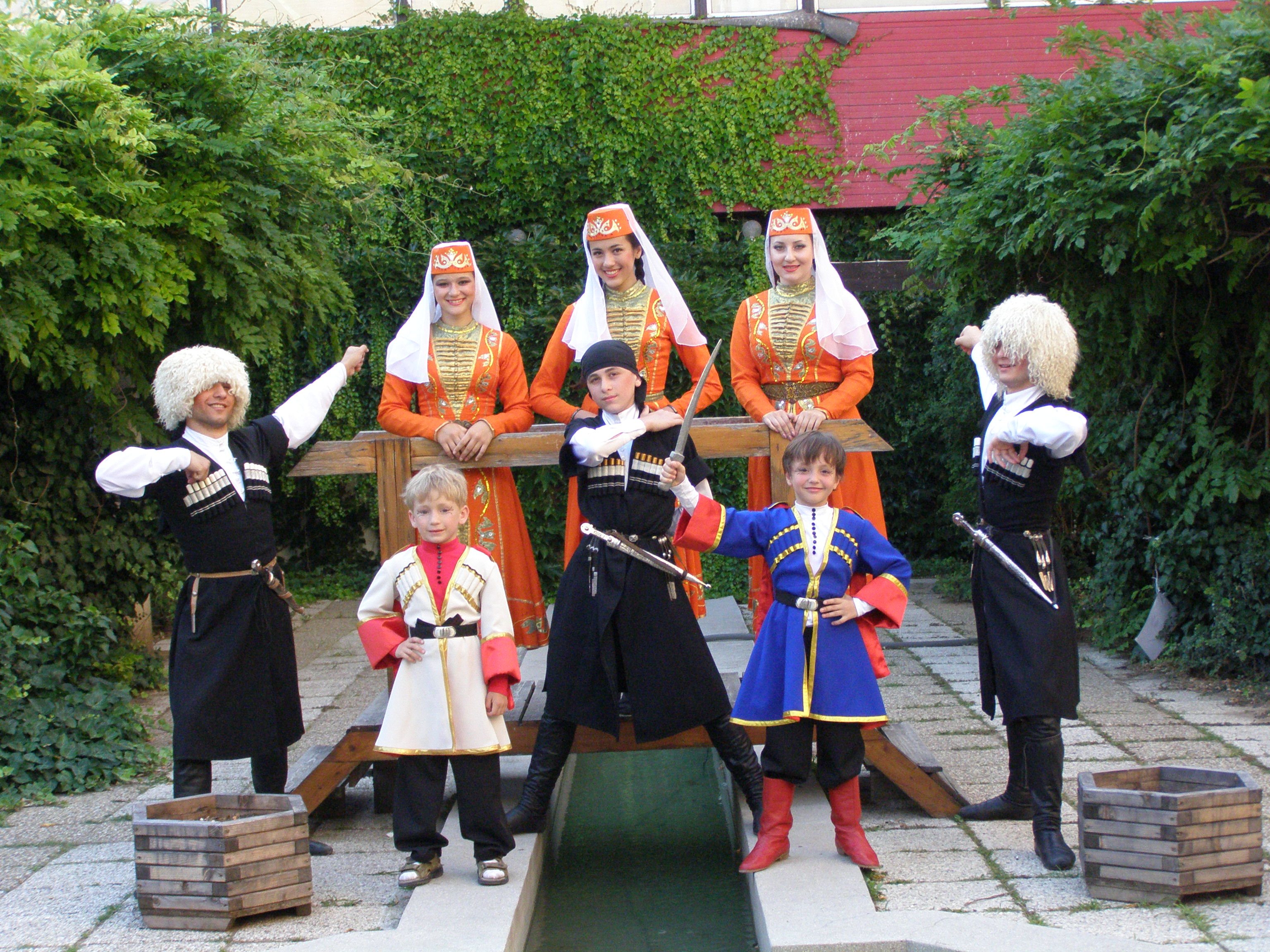
Vestits tradicionals.
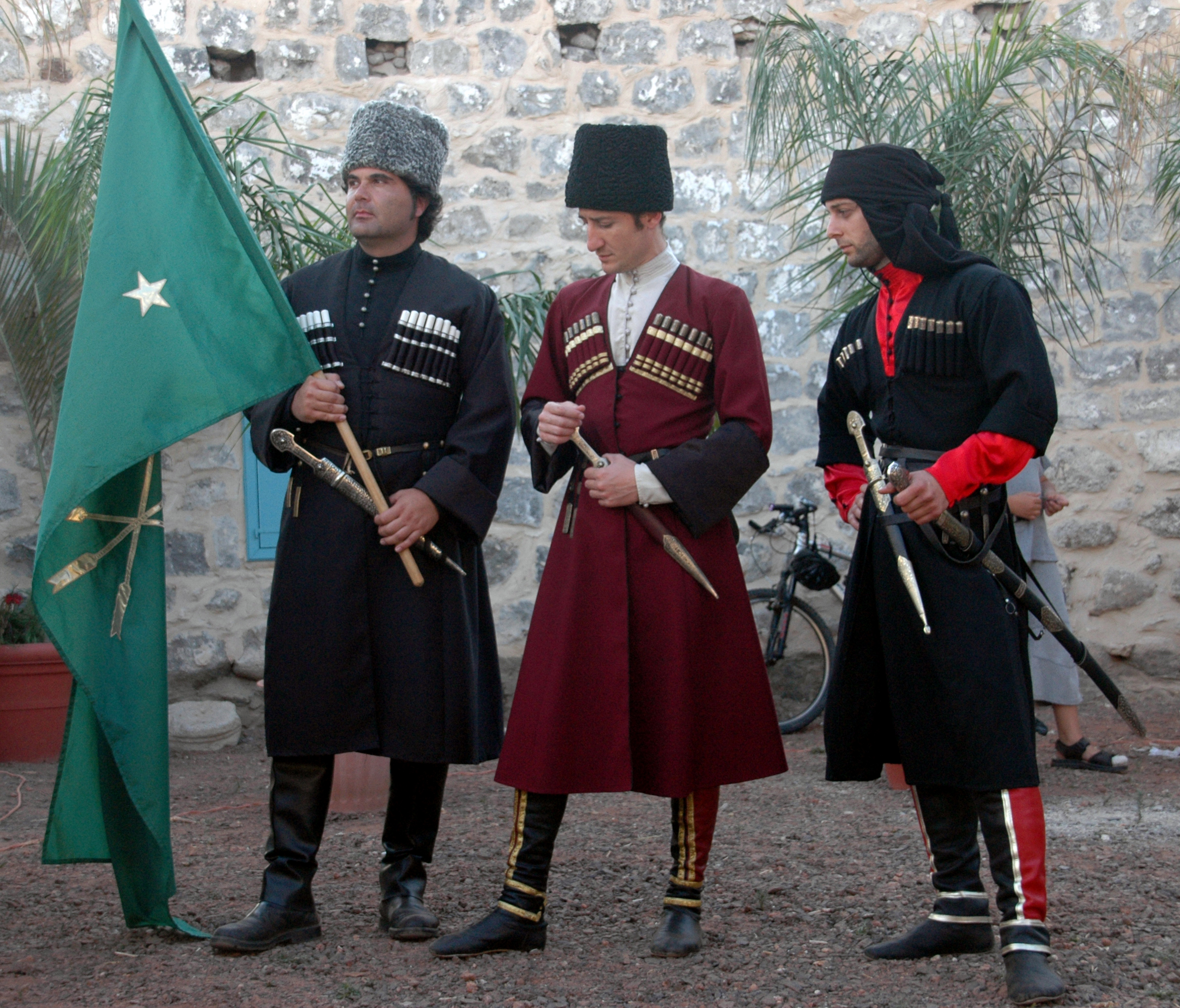
Circassians a Israel